# Пяллу (Сауе)
Пя́ллу (ест. Pällu küla) — село в Естонії, у волості Сауе повіту Гар'юмаа.

## Населення
Чисельність населення на 31 грудня 2011 року становила 79 осіб.